# Arakit
Arakit är en ort i Azerbajdzjan.   Den ligger i distriktet İsmayıllı Rayonu, i den centrala delen av landet, 140 kilometer väster om huvudstaden Baku. Arakit ligger 1 252 meter över havet och antalet invånare är 1 106.
Terrängen runt Arakit är kuperad norrut, men söderut är den bergig. Arakit ligger nere i en dal. Närmaste större samhälle är Kalva, 15,8 kilometer sydost om Arakit. 
Trakten runt Arakit består i huvudsak av gräsmarker. Runt Arakit är det ganska glesbefolkat, med 34 invånare per kvadratkilometer.